# Michele Cuciuffo
Michele Cuciuffo (* 1971 in Saarbrücken) ist ein deutsch-italienischer Sänger, Schauspieler und Hörspielsprecher.

## Leben
Geboren in Saarbrücken absolvierte Michele Cuciuffo von 1994 bis 1998 sein Schauspielstudium an der Hochschule der Künste Bern (Schweiz). In der Folge hatte er als Theaterschauspieler Engagements am Burgtheater Wien (1999–2006) und am Düsseldorfer Schauspielhaus (2006–2011). Von 2011 bis 2019 war Cucciuffo festes Ensemblemitglied am Residenztheater München (Bayerisches Staatsschauspiel). Seit 2020 gehört er zum Ensemble des Metropoltheaters München. Darüber hinaus engagiert er sich seit 2020 als Schauspieler und Regisseur für das Zentraltheater München.
Neben seiner Karriere als Bühnenschauspieler ist Cucciuffo in zahlreichen Kino- und Fernsehfilmen zu sehen und fungiert als Sprecher für Hörspiele und Podcast-Serien.

## Theater (Auswahl)

### Düsseldorfer Schauspielhaus
- 2007: Ein gewisser Monsieur Plume (als Kellner). Von Henri Michaux. Inszenierung: Joachim Schlömer

### Residenztheater München
- 2013: Der Vorname (als Pierre). Von Matthieu Delaporte und Alexandre de la Patellière. Inszenierung: Stephan Rottkamp
- 2016: Die schmutzigen Hände (als Louis) Von Jean-Paul Sartre. Inszenierung: Martin Kušej[5][6][7][8][9][10]
- 2016: Lehman Brothers (als Emanuel). Von Stefano Massini. Inszenierung: Marius von Mayenburg
- 2016: Antigone (Sophokles) (als Seher Teiresias). Von Sophokles. Inszenierung: Hans Neuenfels[11][12]
- 2016: Michele singt, Paolo Conte nicht – Ein Liederababend von und mit Michele Cucciuffo
- 2019: Die Möwe (als Boris Alexejewitsch Trigorin, ein Schriftsteller). Von Anton Pawlowitsch Tschechow. Inszenierung: Alvis Hermanis[13][14][15][16]

### Metropoltheater München
- 2021: Die Wahrheiten (als Bruno). Von Lutz Hübner und Sarah Nemitz. Inszenierung: Jochen Schölch
- 2022: Vögel (als Vater David). Von Wajdi Mouawad. Inszenierung: Jochen Schölch
- 2023: Das achte Leben – Für Brilka (als Kostja). Nach Nino Haratischwili. Inszenierung: Jochen Schölch
- 2024: Geld oder Leben. Die Krankenhaus-Abrechnung. Von Ulf Schmidt. Inszenierung: Jochen Schölch
- 2025: Weltuntergang oder Die Welt steht auf kein' Fall mehr lang. Von Jura Soyfer. Inszenierung: Georg Büttel

### Zentraltheater München
- 2020: Angst essen Seele auf (als Ali). Nach dem Film von Rainer Werner Fassbinder. Inszenierung: Josef Rödl
- 2022: Paris, Texas (als Travis). Nach dem Film von Wim Wenders. Inszenierung: Josef Rödl

## Filmografie (Auswahl)
(Quelle: )
- 2015: Kästner und der kleine Dienstag
- 2015: Tatort: Einmal wirklich sterben
- 2016: Maria Mafiosi
- 2016: Tatort: Der sprechende Tote
- 2016: Spuren der Rache
- 2018: Aenne Burda – Die Wirtschaftswunderfrau
- 2018: Tatort: Kopper
- 2019: Als Hitler das rosa Kaninchen stahl
- 2019: München Mord: Was vom Leben übrig bleibt
- 2020: Kommissarin Lucas – Die Unsichtbaren
- 2020: Heute stirbt hier Kainer
- 2020: Alle Nadeln an der Tanne
- 2020: Die Bilderkriegerin – Anja Niedringhaus
- 2021: Tatort: Wunder gibt es immer wieder
- 2021: Spätzle Arrabiata
- 2022: Der Kroatien-Krimi: Vor Mitternacht
- 2022: Der Zürich-Krimi: Borchert und das Geheimnis des Mandanten
- 2022: München Mord: Die indische Methode
- 2023: Polizeiruf 110: Paranoia
- 2023: Im Schatten der Angst – Du sollst nicht lügen

## Hörspiele + Podcast-Serien (Auswahl)
Die ARD-Hörspieldatenbank enthält (Stand: Januar 2025) für den Zeitraum von 2005 bis 2024 insgesamt 47 Datensätze, bei denen Michele Cuciuffo als Sprecher geführt wird.
- 2006: Elsa Osorio: Mein Name ist Luz (2 Teile) (Bestia) – Bearbeitung und Regie: Martin Zylka (Hörspielbearbeitung – WDR)
- 2019: Martin Schneitewind: An den Mauern des Paradieses (2 Teile) (Atam) – Bearbeitung und Regie: Ulrich Lampen (Hörspielbearbeitung – BR)
- 2022: Anne Bonny – Die Piratin
- 2023: Anne-M. Keßel: Boudicca – Die Keltenkriegerin (7. und 8. Teil) (Gaius Suetonius Paulinus) – Regie: Martin Zylka (Original-Hörspiel – WDR)
- 2024: Guy de Maupassant: HORLA – Finstere Nächte im Gruselschloss (Vorlage: Der Horla) – Regie: Jörg Schlüter (Hörspielbearbeitung, Kriminalhörspiel – WDR)

## Preise und Auszeichnungen
- 2008: Gustaf – (Publikumspreis am Düsseldorfer Schauspielhaus) als bester Schauspieler[20]
- 2018: Nominierung für den Kurt-Meisel-Preis der Freunde des Residenztheaters e.V. für herausragende künstlerische Leistung